# ويليام د. ماكفرلين
ويليام د. ماكفرلين (بالإنجليزية: William D. McFarlane)‏ هو محامي وسياسي أمريكي، ولد في 17 يوليو 1894 في غرينوود في الولايات المتحدة، وتوفي في 18 فبراير 1980 في غراهام في الولايات المتحدة. حزبياً، نشط في الحزب الديمقراطي. وقد انتخب عضو مجلس نواب تكساس وانتخب عضو مجلس ولاية تكساس وانتخب عضو مجلس النواب الأمريكي.